# Torneio de xadrez de Nova Iorque de 1857

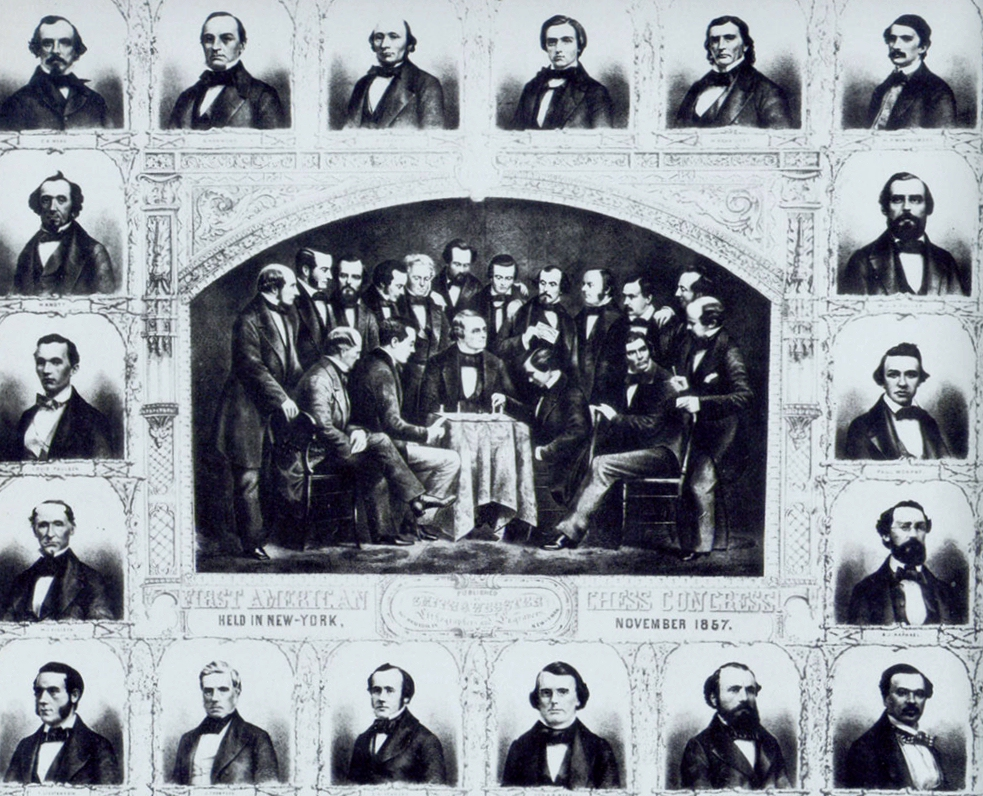
Litografia com os participantes.

O Torneio de xadrez de Nova Iorque de 1857 foi o primeiro Congresso de Xadrez dos Estados Unidos. A competição foi realizada na cidade de Nova Iorque entre 5 de outubro e 10 de novembro contando com dezesseis jogadores que se enfrentaram no sistema eliminatório. O vencedor foi Paul Morphy, que venceu a final contra Louis Paulsen.